# Чорна Сигла (заповідне урочище)
Чорна Сигла — заповідне урочище в Україні. Розташоване в межах Долинського району Івано-Франківської області, на захід від села Новий Мізунь. 
Площа 397 га. Статус надано 23.06.1997 року. Перебуває у віданні ДП «Вигодський лісгосп» (Собольське л-во, кв. 5, 6). 
Статус надано з метою збереження частини лісового масиву на схилах хребта Чорна Сигла. Зростає високопродуктивний буково-ялицевий праліс з домішкою смереки. Місце оселення лісової фауни: олень, сарна, кабан, куниця тощо.